# 음력 5월 17일
음력 5월 17일은 음력 5월의 17번째 날이다.

## 사건
- 1999년 - 대한민국 경기도 화성군 소재 씨랜드 청소년수련원 화재 사고가 발생하여 유치원생 19명과 인솔교사 및 강사 4명 등 23명이 숨지고 5명이 부상당함.

## 문화
- 1954년 - 대한민국 축구 국가대표팀의 첫 월드컵 경기가 개최되었고, 이 경기에서 헝가리에게 9:0으로 패배하였다.
- 1999년 - 부산 도시철도 2호선 호포 ~ 서면 구간 개통.

## 같이 보기
- 음력 360일: 1월 2월 3월 4월 5월 6월 7월 8월 9월 10월 11월 12월
- 전날:5월 16일 다음날:5월 18일 - 전달:4월 17일 다음달:6월 17일
- 양력:5월 17일
- 음력, 윤달